# Luc Bendza
Luc Bendza,, né le 6 juillet 1969 est un acteur et artiste martial sino-gabonais,. Il est connu pour son rôle de boxeur Jesse Glover dans La Légende de Bruce Lee.

## Biographie

### Jeunesse
Luc Bendza est né à Koulamoutou, au Gabon. Le père de Luc est né à Koulamoutou, au Gabon, et a immigré aux États-Unis dans les années 1930.

## Carrière
En 2016, la réalisatrice, productrice et monteuse gabonaise Samantha Biffot a réalisé le documentaire The African Who Wanted to Fly (en) sur lui,. Il a remporté le prix spécial du jury au 10e Festival international du film documentaire du Gabon.
Bendza est apparu comme Jesse Glover dans La Légende de Bruce Lee. La longue série de 50 épisodes a été produite et diffusée par CCTV et était diffusée depuis le 12 octobre 2008.
Luc est devenu un artiste martial wushu dans les années 1980. Sa société de promotion de l’entraînement de combat, "Wushu Luc Productions", a signé le champion du monde Wushu Alain Mas et diams Mavh.

## Vie personnelle
Luc Bendza réside à Pékin, en Chine.
Après la demande de Luc pour que ses expériences d’acteur et de vie soient acceptées en échange de ses crédits de collège nécessaires pour obtenir son diplôme, il a obtenu un Bachelor of Fine Arts (BFA) degré par le président de l’Université des sports de Pékin, en 1999.

## Filmographie

### Films les plus populaires
| Année | Titre                                    | Rôle         | Notes |
| ----- | ---------------------------------------- | ------------ | ----- |
| 2001  | Extreme Challenge 地上最强               |              |       |
| 2002  | Charging Out Amazon (en)冲出亚马逊       |              |       |
| 2006  | Witness证人                              |              |       |
| 2008  | La Légende de Bruce Lee李小龍傳奇        | Jesse Glover | CCTV  |
| 2008  | Kung Fu Kids (en)功夫小英雄              |              | CCTV  |
| 2010  | Ip Man : La légende est née叶问前传      |              |       |
| 2011  | Legendary Amazons (en)杨门女将之军令如山 |              |       |
| 2013  | Wing Chun Dragons咏春小龙                |              |       |

### Films dans lesquels il tient le premier rôle
| Année | Titre                                | Rôle | Notes |
| ----- | ------------------------------------ | ---- | ----- |
| 1996  | Dragon from Shaolin 龙在少林         |      |       |
| 1997  | Warriors Of Virtue 五行战士          |      |       |
| 2001  | Extreme Challenge 地上最强           |      |       |
| 2002  | Charging Out Amazon 冲出亚马逊       |      |       |
| 2006  | Witness 证人                         |      |       |
| 2011  | Legendary Amazons 杨门女将之军令如山 |      |       |
| 2012  | Zodiac 十二生肖                      |      |       |
| 2013  | Wing Chun Dragons 咏春小龙           |      |       |